# Slovanka (zámek)
Slovanka je usedlost, někdy označovaná také jako zámeček, v pražské čtvrti Hlubočepy. Nachází se na začátku Prokopského údolí. Usedlost tvoří dvě budovy. Další budovy původně patřící k usedlosti byly v roce 1926 prodány Sokolu na Zlíchově.

## Historie

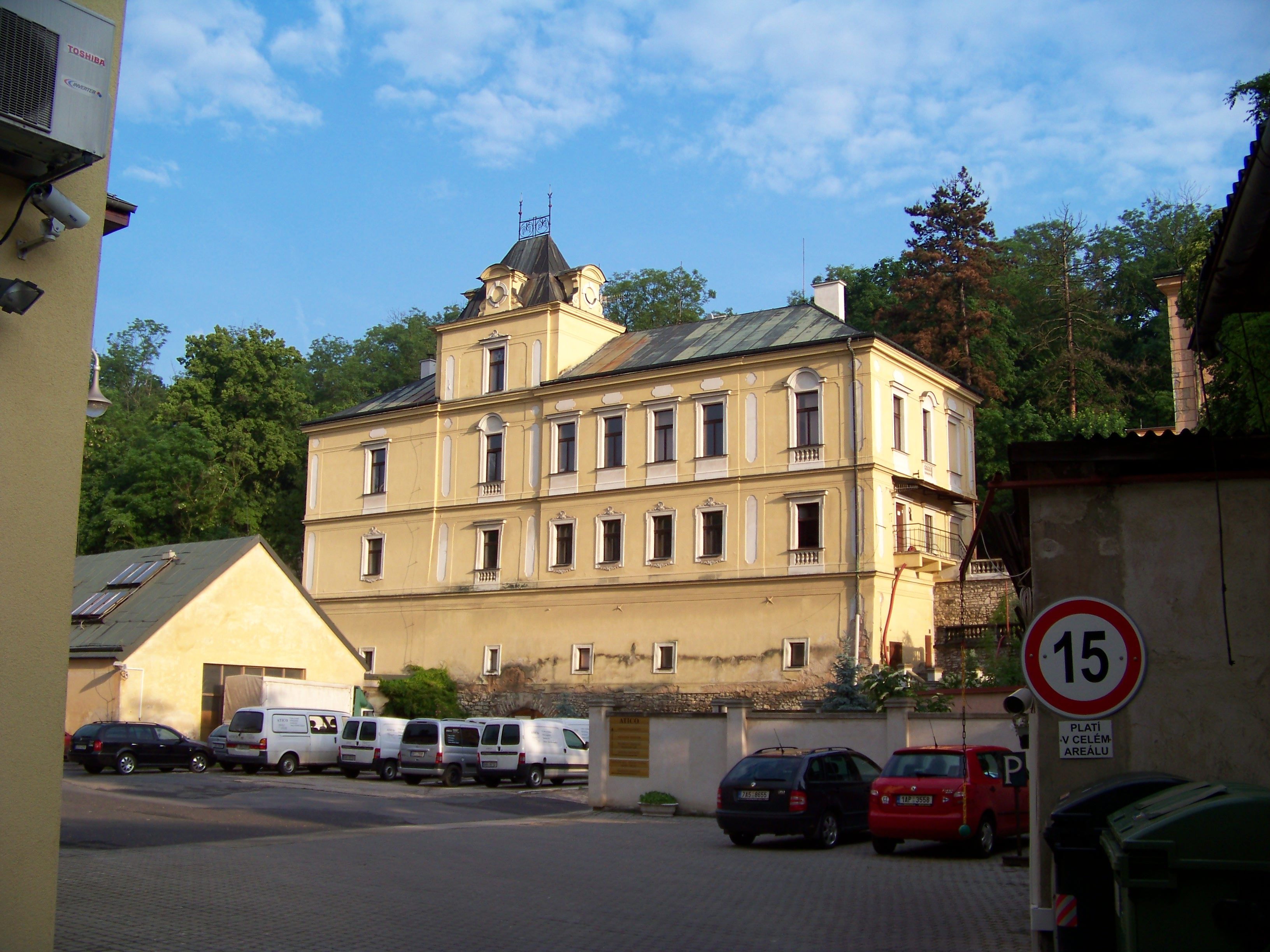
Slovanka, č. p. 19

Na místě, kde dnes stojí usedlost Slovanka, ve středověku bývala vinice. Ta však v 18. století zanikla, když se dostala do rukou stavitele usedlosti inženýra a profesora Františka Antonína Hergeta. Zmínky o původní obytné budově, která byla postavena v barokním slohu, jsou z roku 1726.
V roce 1862 a v letech 1910–1927 proběhly další stavební úpravy. Hospodářská budova zvaná Patricie měla novorenesanční fasádu, po roce 1910 byla přestavěna.
Usedlost v roce 1899 zdědily Vilemína Hergetová a Helena Zeileisenová. Po roce 1926, kdy zemřela Vilemína Hergetová, usedlost koupil továrník John. Po roce 1945 byla usedlost zestátněna a sídlil zde mimo jiné i Československý armádní film. V roce 1947 zde byl internát učiliště ČKD a v mansardě bydleli také studenti z jiných škol.
Egon Bondy v memoárové knize Prvních deset let vzpomíná na to jak sem nejprve chodil navštěvovat známé a později zde nějakou dobu i sám bydlel. Dále zde přebýval (částečně ve skleníku na zahradě) výtvarník Jan 'Hanes' Reegen, docházel sem též Vladimír Boudník. Místo se zřejmě stalo i předlohou pro lokaci na začátku filmu 3 sezóny v pekle, inspirovaném uvedenou knihou.
Od roku 1991 podléhá usedlost památkové ochraně. Obě budovy jsou dnes v držení soukromých firem.